# White City (Bakou)
Pour les articles homonymes, voir Ville blanche.
White City (ville blanche) est un quartier en développement situé à Bakou en Azerbaïdjan. Le projet de rénovation urbaine a une superficie de 1650 hectares. Il vise à la création d'un quartier haut de gamme près du centre-ville de Bakou. Il intègre également l'aménagement d'une large partie du littoral de la ville.

## Description
Le projet a débuté en 2012 et devrait se terminer en 2020.
Le projet prévoit la création d'un vaste quartier de style néo-haussmannien, mais intégrant aussi des immeubles de bureaux et un centre commercial de style moderne et l'aménagement des berges en parcs. Il prévoit également la création d'une école d'enseignement du français dans le quartier haussmannien.
Le projet se nomme Bakou ville blanche pour marquer un tournant dans l'histoire de cette ville tellement polluée que son surnom est Bakou ville noire.

## En chiffres
- Bureaux 440 000 m2
- Vente/Commercial 230 000 m2
- Résidentiel 3 600 000 m2
- Commerces flexible 530 000 m2

## Galerie

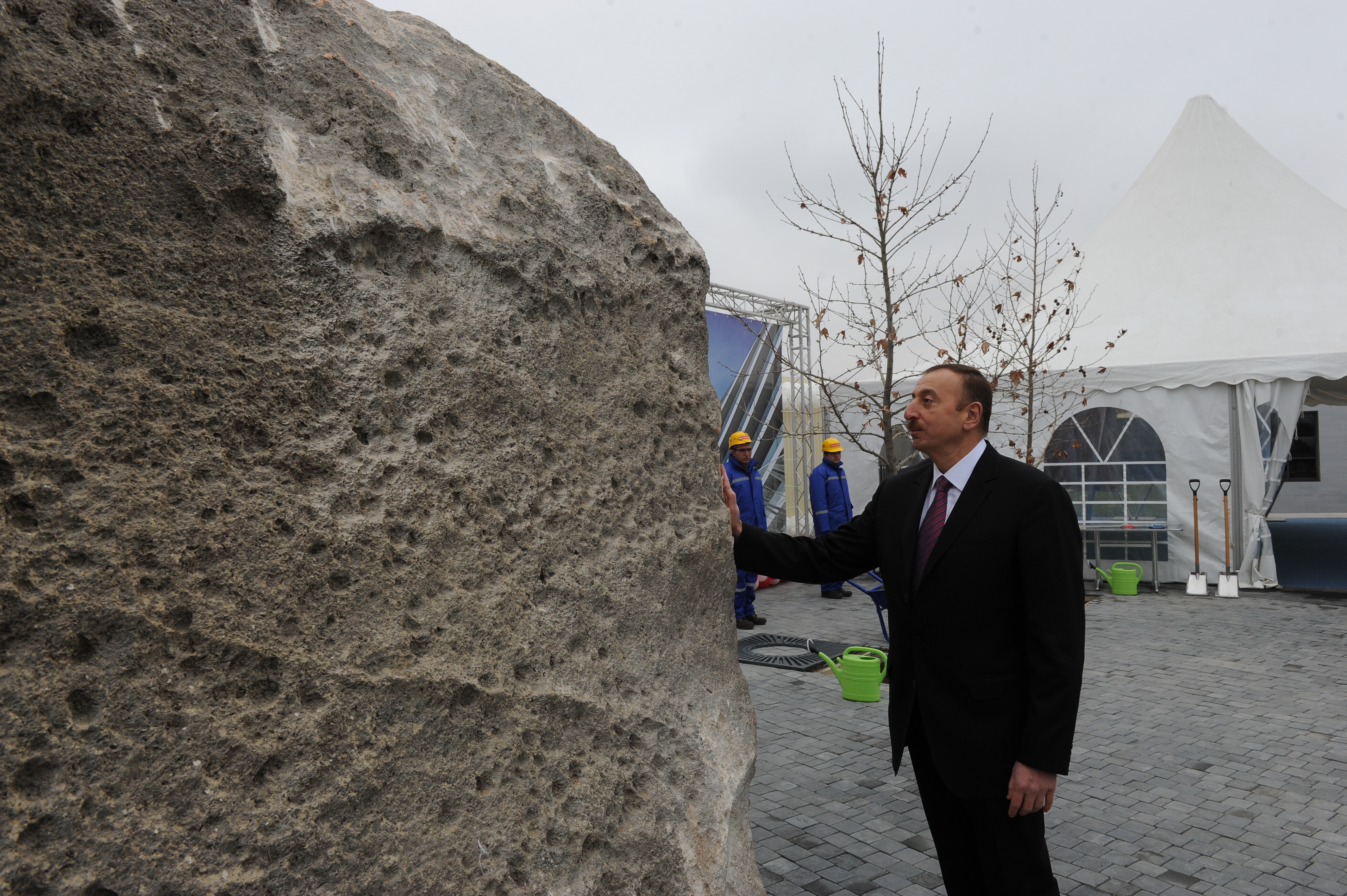
Ilham Aliyev, président de la République d'AzerbaÏdjan
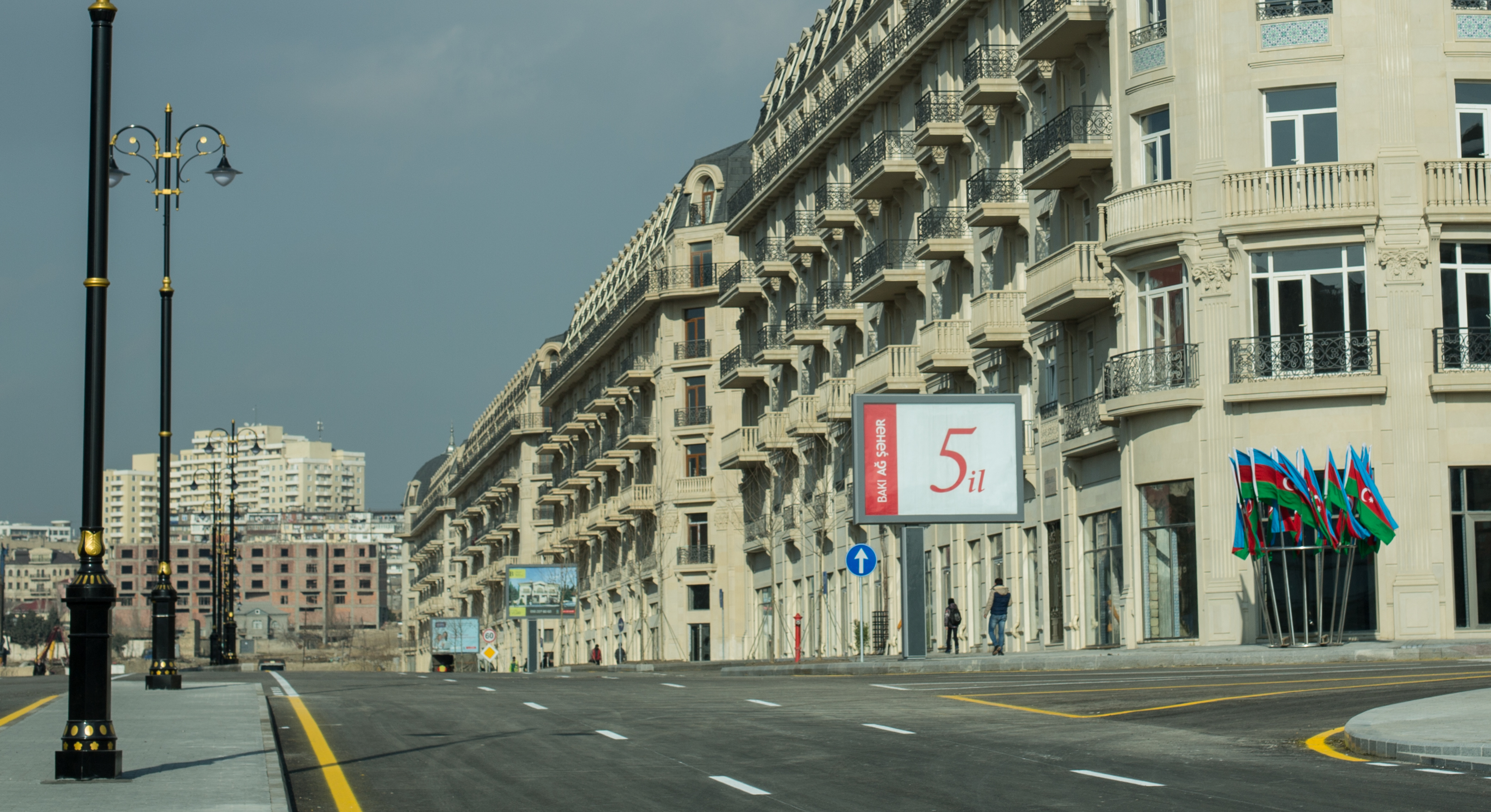
Île verte
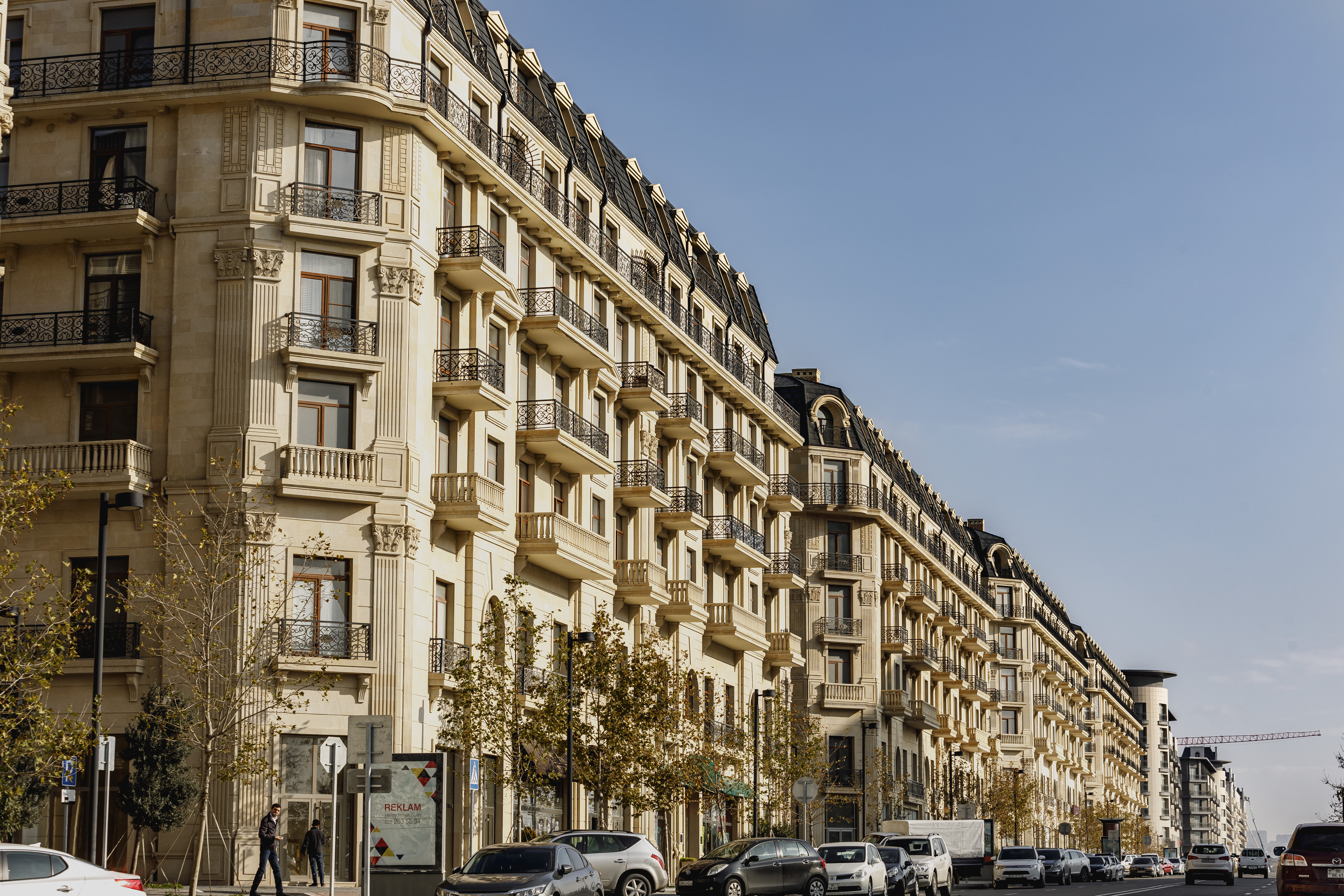
Bâtiment néo-haussmannien en construction à Bakou pour le projet Bakou ville blanche.